# المحكمة الإدارية للأمم المتحدة
أنشأت الجمعية العامة المحكمة الإدارية للأمم المتحدة في 1 يوليو\تموز 2009. وهي المحكمة الابتدائية في النظام الجديد لإقامة العدل. وتنظر محكمة المنازعات في شؤون الموظفين، بحيث يستطيع موظفي الأمم المتحدة رفع الدعاوى أمامها عند الإخلال بشروط التعاقد معهم. تنظر محكمة المنازعات أيضا في القضايا المحالة من الهيئات السابقة المتمثلة في مجالس الطعون المشتركة واللجان التأديبية المشتركة والمحكمة الإدارية للأمم المتحدة. كما لا يقتصر انعقاد جلساته في دورات عادية بل تشمل أيضا حتى الدورات غير العادية.

## التنظيم
تتكون المحكمة من سبعة أعضاء من جنسيات مختلفة يصدر قرار تعيينهم من الجمعية العامة لمدة 3 سنوات قابلة للتجديد وأحكامها نافذة بحق الأمم المتحدة والمنظمات الدولية والوكالات المتخصصة التابعة لها.

## روابط خارجية
- الموقع الرسمي للمحكمة الادارية